# Mézens
Mézens är en kommun i departementet Tarn i regionen Occitanien i södra Frankrike. Kommunen ligger i kantonen Rabastens som tillhör arrondissementet Albi. År 2022 hade Mézens 531 invånare.

## Befolkningsutveckling
Antalet invånare i kommunen Mézens
| Referens: INSEE |